# Fire Emblem Warriors
Fire Emblem Warriors (ファイアーエムブレム無双?, Faiā Emuburemu Musō, lett. "Fire Emblem Musou") è un videogioco action RPG hack and slash sviluppato da Omega Force e Team Ninja e pubblicato da Koei Tecmo in Giappone e Nintendo a livello internazionale per Nintendo Switch e New Nintendo 3DS. Il gioco è stato pubblicato in Giappone a settembre 2017 e in tutto il mondo il mese successivo. Il gioco è una collaborazione tra il franchise Dynasty Warriors di Koei Tecmo e la serie Fire Emblem di Nintendo e Intelligent Systems.
Il gioco ha ricevuto recensioni generalmente positive, con i critici che hanno elogiato la combinazione del gameplay di Fire Emblem e Dynasty Warriors e hanno fatto confronti favorevoli con Hyrule Warriors, originariamente pubblicato nel 2014 per Wii U.

## Trama
Mentre i gemelli reali di Aytolis, Rowan e Lianna combattono con il loro amico, il principe Darios di Gristonne, il regno viene improvvisamente attaccato dai mostri. I tre vengono separati dalla madre dei gemelli, la regina Yelena di Aytolis durante l'attacco, che dà loro lo Scudo di Fiamme prima di essere catturati. Il gruppo scopre che il padre di Darios, Oskar, sta cercando di far rivivere il malvagio Chaos Dragon Velezark e che devono potenziare lo Scudo di Fiamme con Gleamstones create dal potere di eroi di altri mondi per impedire la resurrezione di Velezark.
Rowan e Lianna viaggiano attraverso Aytolis, raccogliendo il sostegno degli eroi delle nazioni ultraterrene di Ylisse, Hoshido, Nohr e Altea. Durante un attacco a una fortezza di Gristonne, Velezark possiede con successo Darios, che ruba lo Scudo di Fiamme subito dopo che è stato completato. Rowan e Lianna lo inseguono a Gristonne, dove scoprono che Yelena è stata catturata per essere usata come sacrificio per far rivivere Velezark. Rowan e Lianna salvano con successo la loro madre, portando Darios a sacrificare Oskar per completare il rituale per far rivivere Velezark. Ora liberato dal possesso, Darios restituisce lo Scudo di Fiamme al gruppo prima di cadere e morire. Rowan, Lianna e gli altri eroi combattono quindi Velezark e alla fine lo uccidono. Con Velezark ucciso, gli altri eroi tornano nei loro mondi d'origine e la regina Yelena incorona i gemelli come sovrani di Aytolis.

## Modalità di gioco
Fire Emblem Warriors è un action RPG hack and slash simile alla serie di Dynasty Warriors in cui i giocatori assumono il ruolo di Rowan e Lianna e personaggi di diversi giochi di Fire Emblem. I giochi rappresentati in Warriors includono Fire Emblem: Shadow Dragon & the Blade of Light, Fire Emblem Gaiden, Fire Emblem (2003), Fire Emblem: Awakening e Fire Emblem: Fates. Il giocatore sconfigge i nemici con qualsiasi personaggio, raggiungendo obiettivi specifici per completare le mappe. Oltre al combattimento hack and slash, il gioco include la possibilità di impartire comandi tattici alle unità e al Triangolo delle armi, che ha avuto origine dalla serie Fire Emblem.
Alcune delle armi utilizzabili nel gioco sono: asce, lance, spade, archi, tomi e pietre del drago. Quando i personaggi si aiutano, guariscono o combattono insieme in battaglia, il loro legame si rafforza. Come nei giochi Fire Emblem, se il legame di due personaggi aumenta abbastanza, verrà sbloccata una conversazione di supporto. Il gioco fa anche uso delle statuine Amiibo dedicate alla serie di Fire Emblem, che forniscono armi relative al personaggio rappresentato dall'Amiibo utilizzato.